# Rick Worthy
Rick Worthy (Detroit (Michigan), 12 maart 1967) is een Amerikaans acteur.

## Carrière
Worthy is een acteur die zich gespecialiseerd heeft in het spelen van aliens en aanverwante rollen in sciencefiction-televisieseries. Hij was te zien in Star Trek: Deep Space Nine, Star Trek: Enterprise, Star Trek: Voyager en in de film Star Trek: Insurrection. Verder speelde hij gastrollen in onder meer Seven Days, Stargate SG-1 en Dark Angel. In de periode 2005-2009 was hij te zien als de humanoïde Cylon Simon in Battlestar Galactica, een rol die hij verder speelde in de film Battlestar Galactica: The Plan. In 2009 acteerde hij in vier afleveringen van Heroes.
Buiten het sciencefictiongenre had hij rollen in onder meer CSI: Miami, CSI: Crime Scene Investigation en Medium. In de periode 1998-1999 had hij een hoofdrol in de westernserie The Magnificent Seven.

## Filmografie
Televisieserie:
- Missing Persons - als Russell Findlay (Afl. Right Neighborhood...Wrong Door, 1993)
- Tough Target - als Overvaller #2 (Afl. Dana Feitler, 1995)
- NYPD Blue - als Detective Elkins (Afl. Burnin' Love, 1996)
- Murder One - als Rickey Latrell (8 afleveringen, 1996-1997)
- Star Trek: Deep Space Nine - als Kornan (Afl. Soldiers of the Empire, 1997)
- The Gregory Hines Show - als Will Jones (Afl. Basketball Jones, 1997)
- Maximum Bob - als Lionel (Afl. Once Bitten..., 1998)
- Touched by an Angel - als James (Afl. Black Like Monica, 1999)
- Star Trek: Voyager - als Crewman Noah Lessing/3947/Cravic 122 (3 afleveringen, 1996-1999)
- City of Angels - als Mr. Walker (Afl. Unhand Me, 2000)
- The Hughleys - als Byrno (Afl. The Thin Black Line, 2000)
- The Magnificent Seven - als Nathan Jackson (22 afleveringen, 1998-2000)
- Seven Days - als Sergeant Grubbs (Afl. Peacekeepers, 2000)
- Felicity - als Jeremy Cavallo (4 afleveringen, 2001)
- Stargate SG-1 - als K'tano (Afl. The Warrior, 2002)
- Any Day Now - als Ziekenhuisbeheerder (Afl. Call Him Macaroni, 2002)
- Sheena - als Mako Zabodi (Afl. Return of the Native, 2002)
- Dark Angel - als Luitenant Clemente (Afl. Freak Nation, 2002)
- Odyssey 5 - als John Miles/Dr. Travelor (Afl. The Choices We Make, 2002)
- Push, Nevada (2 afleveringen, 2002)
- Boomtown - als Malcolm Baker (Afl. Fearless, 2003)
- The Lyon's Den - als Mr. Carlisle (Afl. Trick or Threat, 2003)
- CSI: Miami - als Thomas Kincaid (Afl. Witness to Murder, 2004)
- Star Trek: Enterprise - als Jannar (10 afleveringen, 2003-2004)
- Eyes - als Chris Didion (12 afleveringen, 2005-2007)
- Fallen - als Camael (4 afleveringen, 2007)
- Journeyman - als Gus (Afl. The Hanged Man, 2007)
- Eli Stone - als Leonard Dupler (Afl. Soul Free, 2008)
- Brothers & Sisters - als Officier Collins (Afl. Tug of War, 2008)
- Saving Grace - als Special Agent Dave Daniels (Afl. Do You Believe in Second Chances?, 2009)
- The Mentalist - als Terry Andrews (Afl. Bloodshot, 2009)
- Battlestar Galactica - als Simon (8 afleveringen, 2005-2009)
- Heroes - als Mike (4 afleveringen, 2009)
- Medium - als De Koninklijke Man (Afl. Dear Dad, 2010)
- CSI: Crime Scene Investigation - als Dr. Stewart (4 afleveringen, 2003-2010)
- Castle - als Jason Penn (Afl. A Deadly Game, 2010)
- Against the Wall (Afl. Second Chances, 2011)
- Supernatural - als Alpha Vampier (3 afleveringen, 2010-2012)
- NCIS - als Navy Kapitein Logan Doyle (Afl. Lost at Sea, 2012)
- The Vampire Diaries - als Rudy Hopkins (6 afleveringen, 2013)
- Glee - als Dr. Howard (Afl. Tested, 2014)
- Grey's Anatomy - als Ray Phillips (Afl. Fear (of the Unkown), 2014)

- Gemeinsame Normdatei: 1062190041
- International Standard Name Identifier: 0000 0000 4760 0805
- Library of Congress Control Number: no2008098051
- Virtual International Authority File: 76130935
- WorldCat: E39PBJjddg89WrKxKmQtWBj6Kd